# Richard Hell

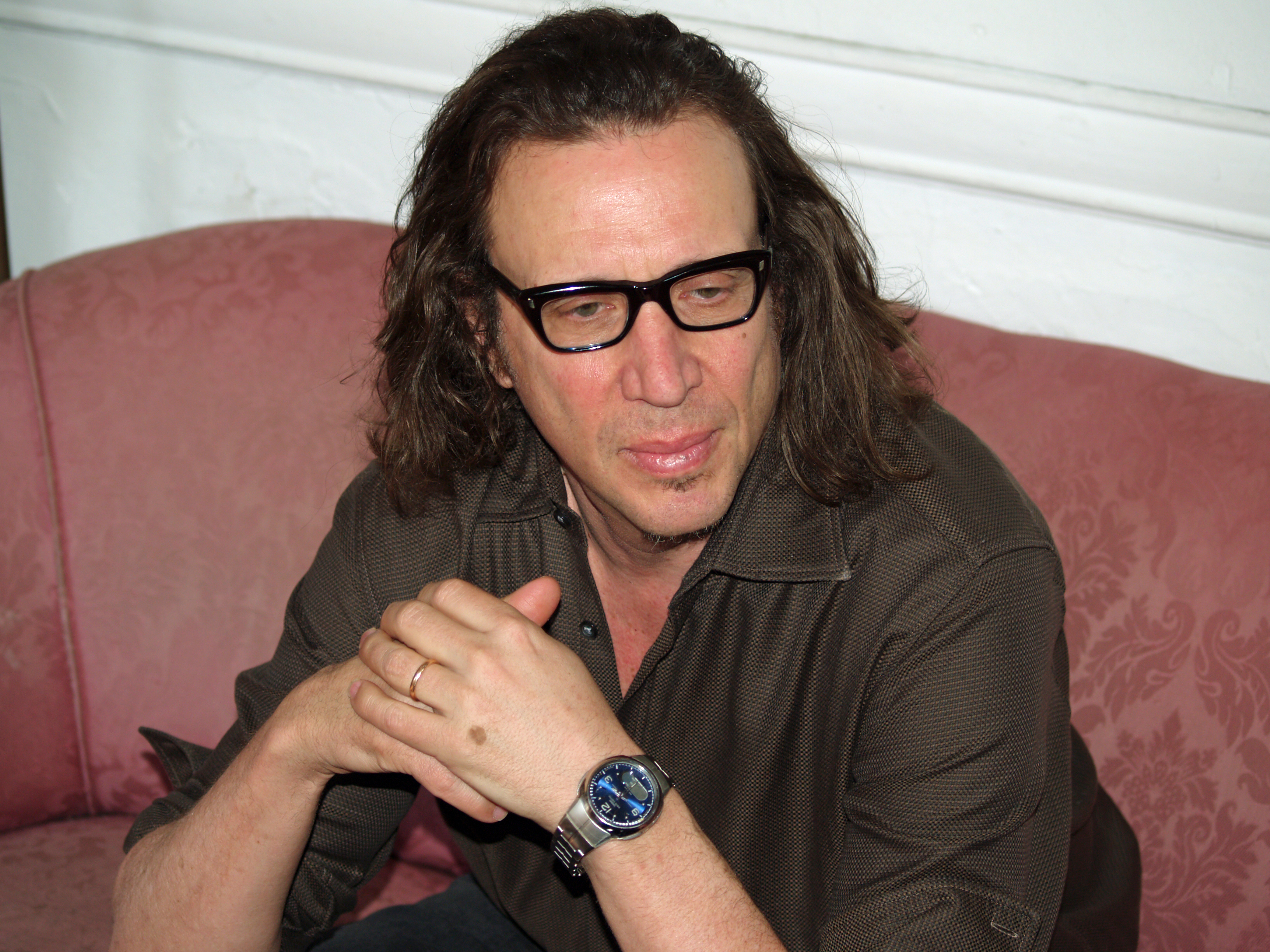
Richard Hell (2008)

Richard Hell (* 2. Oktober 1949 in Lexington, Kentucky als Richard Meyers) ist ein US-amerikanischer Musiker und Schriftsteller. Er wurde Mitte der 1970er-Jahre bekannt durch seine Beteiligung an der in New York entstandenen Punk-Szene um den Musik-Club CBGB. Hell war Mitglied der Bands Television, The Heartbreakers und The Voidoids.

## Leben
Richard Hell wuchs in Wilmington, Delaware auf und zog als Teenager nach New York, wo er seine ersten Erfahrungen mit Drogen (Heroin) machte. Mit seinen Freunden Tom Miller und Bill Ficca gründete er 1971 die Band The Neon Boys. Sie wurde 1973, nach Aufnahme von Richard Lloyd als zweitem Gitarristen, in Television umbenannt und gehörte zu den ersten Bands der New Yorker Punk- und New-Wave-Szene. Von da an nannte Myers sich Richard Hell und Tom Miller Tom Verlaine. Ebenfalls zu diesem Zeitpunkt versuchte angeblich Malcolm McLaren Richard Hell für sein neuestes Projekt, die Sex Pistols, zu engagieren, was allerdings fehlschlug. Hell trennte sich von Verlaine und Television und kam kurzzeitig mit The Heartbreakers (mit Johnny Thunders) zusammen. Hell war dort unter anderem gemeinsam mit Dee Dee Ramone, Bassist der Punkband Ramones, an der Entstehung des Songs Chinese Rock beteiligt, der als die erste Single-Veröffentlichung der Heartbreakers erschien. 1976 gründete er Richard Hell and The Voidoids, die 1977 ihr erstes Album Blank Generation veröffentlichten. In den folgenden fünf Jahren gelang es Hell auf Grund seiner Drogensucht lediglich eine, von Nick Lowe produzierte, Single zu veröffentlichen. Gemeinsam mit dem deutschen Regisseur Ulli Lommel schrieb Hell den Spielfilm Blank Generation (1980), in dem er auch eine Hauptrolle übernahm. 1982 kam das zweite und letzte Voidoids-Album Destiny Street heraus, und noch im selben Jahr trennte sich die Band. Richard Hell verschwand für ein Jahrzehnt aus der Musikszene. 1983 spielte er die Hauptrolle im Film Geek Maggot Bingo des Undergroundregisseurs Nick Zedd. Musikalisch trat Hell erst 1992 mit einer Solo-EP in Erscheinung. Kurz darauf nahm er mit Don Fleming, Thurston Moore und Steve Shelley (Sonic Youth) sein letztes Album unter dem Namen Dim Stars auf.
Seit 1992 hat Hell insgesamt elf Bücher – Romane, Essays und Lyrik – geschrieben. Zuletzt erschien der Essayband Punk: Chaos to Couture (2013).

## Richard Hell and the Voidoids
- Richard Hell (Gesang, Bass)
- Robert Quine (Gitarre, Gesang) bis 1978 (ging zu Lydia Lunch)
- Ivan Julian (Gitarre, Gesang)
- Marc Bell (Schlagzeug) bis Ende 1977 (ging zu den Ramones)
- Fred Mauro (Schlagzeug) bis 1978
- Jerry Antonius (Keyboard, Gesang) ab 1978
- Fred Maher (Schlagzeug) letztes Album
- Naux (Gitarre) letztes Album

Die Besetzung mit Robert Quine, Ivan Julian und Marc Bell ist in dem Musikfilm Blank Generation von Ulli Lommel zu sehen. Carole Bouquet spielt mit Richard Hell die Hauptrolle.

## Diskografie
Richard Hell and the Voidoids
- 1976: (I Could Live With You In) Another World – 7" EP
- 1977: Blank Generation/Love Comes In Spurts – 7" Single
- 1977: Blank Generation – LP
- 1978: The Kid With The Replaceable Head/I’m Your Man – 7" Single
- 1982: Destiny Street – LP
- 2009: Destiny Street Repaired – LP/CD
- 2021: Destiny Street Remixed – LP/CD

Richard Hell (Solo)
- 1992: Three New Songs – 7" EP
- 1995: Go Now – 10" EP (Spoken Word)

Kompilationen und anderes
- 1980: (The Neon Boys) Time – 7" EP
- 1984: R.I.P. – Musikkassette (live)
- 1990: Funhunt – Musikkassette (live)
- 1991: (A-Seite als The Neon Boys) High Heeled Wheels – 12" EP
- 1998: Another World – CD
- 2002: Time – Doppel-CD
- 2005: Spurts: The Richard Hell Story – CD

Dim Stars
- 1992: Dim Star Theme – 12" EP
- 1992: Dim Stars – LP

## Bibliografie
- 1991: Across The Years
- 1992: Artifact: Notebooks from Hell 1974–1980. No. 37
- 1993: The Voidoid
- 1997: Go Now
- 1998: Weather
- 2001: Hot and Cold
- 2005: Rabbit Duck (mit David Shapiro)
- 2005: Godlike
- 2008: Psychopts (mit Christopher Wool)
- 2009: The Voidoid (mit Kier Cooke Sandvik)
- 2013: I Dreamed I Was a Very Clean Tramp
- 2013 Punk: Chaos to Couture